# 2009 في السعودية
تحتوي هذه المقالة على أهم الأحداث التي شهدتها السعودية في 2009، والذي يوافق 1430 / 1431 هجري. إضافة إلى أهم الشخصيات السعودية التي وُلدت أو تُوفيت في هذه السنة.

## السياسة

### الحكم
الملك: عبد الله بن عبد العزيز آل سعود

### تعيينات
- تعيين الأستاذ سعود بن صالح بن حمد الصالح أميناً عاماً للمجلس الاقتصادي الأعلى بمرتبة وزير.

### فبراير
- 14: عبدالله الربيعة، وزيرًا للصحة.[1]

### مارس
- 27: تعيين الأمير نايف بن عبد العزيز آل سعود نائبًا ثانيًا لرئيس مجلس الوزارء ووزيرًا للداخلية.

### أكتوبر
- 4: سعد الشثري من منصبه في هيئة كبار العلماء.[2]

## أحداث
- دخول المملكة ضمن قائمة أفضل عشر دول أجرت إصلاحات اقتصادية انعكست بصورة إيجابية على تصنيفها في تقرير أداء الأعمال الذي يصدره البنك الدولي وصنف المملكة أفضل بيئة استثمارية في العالم العربي والشرق الأوسط بتبؤها المركز 13 من أصل 183 دولة.[3]
- وكالة الأنباء السعودية تفوز بجائزة أحسن تقرير للعام 2008 م في مسابقة اتحاد وكالات الأنباء العربية فانا عن تقريرها الذي تقدمت به وعنوانه مدائن صالح الأثرية الذي أعده أيمن الردادي من مكتب وكالة الأنباء السعودية في المدينة المنورة.[3]
- الإفراج عن ناقلة النفط السعودية العملاقة سايروس ستار بعد اختطافها من قبل قراصنة صوماليين.[4]
- إنشاء مستشفى جديدة عرعر بالحدود الشمالية سعة 50 سرير بتكلفة إجمالية قدرها 249 مليون ريال.[3]
- وقعت المملكة العربية السعودية وجمهورية السودان بالخرطوم اتفاقية للتعاون في مجال القضاء.[3]
- بدأ أصحاب الجلالة والسمو قادة ورؤساء وفود دول مجلس التعاون لدول الخليج العربية في قصر الدرعية بالرياض أعمال القمة الخليجية الطارئة التي دعا إليها خادم الحرمين الشريفين الملك عبدالله بن عبدالعزيز آل سعود لبحث الأوضاع في قطاع غزة.[3]
- الملك عبدالله بن عبدالعزيز آل سعود يستقبل بقصره بالرياض دولة رئيس الوزراء البريطاني السابق مبعوث اللجنة الرباعية الدولية الخاص إلى الشرق الأوسط توني بلير.
- الملك عبدالله بن عبدالعزيز آل سعود يصل إلى دولة الكويت الشقيقة ليرأس وفد المملكة العربية السعودية إلى مؤتمر القمة العربية الاقتصادية والتنموية والاجتماعية.[3]
- معالي وزير الصحة يضع حجر الأساس لثلاثة مشروعات صحية جديدة بمحافظة الأحساء شملت مشروع مستشفى الأمير سعود بن جلوي الذي تبلغ طاقته الاستيعابية 200 سرير قابلة للزيادة وبتكلفة تزيد عن 204 ملايين ريال ومشروع مستشفى الملك فيصل بالهفوف بسعة 200 سرير وبتكلفة تزيد عن 114 مليون ريال ومشروع توسعة الطوارئ بمستشفى الملك فهد بالهفوف بمبلغ 192 مليون ريال.
- شركة الاتصالات السعودية تفوز برخصة الاتصالات المتنقلة الثالثة في البحـرين.[3]
- جامعة الملك سعود تصنف ضمن أفضل 300 جامعة عالمية وتحتل المرتبة 292 عالميا في تصنيف " ويبوماتريكس " الاسباني العالمي محققة المركز الأول على مستوى العالم العربي والعالم الإسلامي، والمركز الأول على مستوى الشرق الأوسط وأفريقيا، والمرتبة 21 على مستوى آسيا.[3]
- الشركة الوطنية لنقل الكيماويات توقع اتفاقيات مع شركة (اودفل النرويجية) تقضي بتأجير ثلاث ناقلات هي (الرياض ومكة والجبيل) لعشر سنوات على هيئة حديد عاري مع خيار الشراء لشركة (اودفل) بعد ثلاث سنوات من بداية العقد بأسعار محددة.[3]
- جلالة الملك حمد بن عيسى آل خليفة ملك مملكة البحرين يستقبل في المنامة صاحب السمو الملكي الأمير طلال بن عبد العزيز رئيس برنامج الخليج العربي.
- معالي وزير المياه والكهرباء المهندس عبد الله بن عبد الرحمن الحصين يوقع خمسة عقود لمشاريع مياه ومشاريع للصرف الصحي ومشاريع تشغيل وصيانة في عدد من مناطق المملكة المختلفة بتكلفة بلغت أكثر من (356) مليون ريال.[3]
- التعاقد مع المدرب البرتغالي (خوسيه فايتور دوس سانتوس بسيرو ) لتدريب المنتخب السعودي الأول لكرة القدم.[3]
- وزارة التجارة والصناعة توضح في بيان لها أنه بناء على نتائج الفحص والتحليل لعينات من المنتجات الغذائية الصينية ومن بينها الحليب ومنتجاته التي تم ضبطها وحجزها التي أثبتت تلوثها بمادة الميلامين الضارة فقد أُتلِفَ ( 2.142.470 ) كيلو جرام من النوعية المخالفة وأشارت وزارة التجارة والصناعة في بيان أن هذا الإجراء يأتي بعد أن اكتشفت تلوث بعض المنتجات الغذائية الصينية بمادة الميلامين ومن بينها الحليب ومنتجاته.[3]
- جلالة الملك حمد بن عيسى آل خليفة ملك مملكة البحرين يصل إلى الرياض لحضور فعاليات المهرجان الوطني للتراث والثقافة في دورته الرابعة والعشرين.[3]
- مدير عام الشئون الصحية بمنطقة عسير الدكتور عبد الله بن محمد الوادعي يوقع عقد إنشاء مستشفى سبت العلايه بسعة (100) سرير ينفذ على مدى عامين وبتكلفة إجمالية بلغت 95.412.000 خمسة وتسعون مليون وأربعمائة واثنى عشر ألف ريال.
- جراح سعودي مبتعث إلى كندا يبتكر آلة دقيقة تعمل داخل بطن المريض أثناء عمليات المناظير الجراحية، ستعد فتحاً جديداً في هذا النوع من الجراحات الحديثة ويبلغ طول الآلة المعدنية المبتكرة 30 ملم وعرضها 4 ملم.
- وقعت المملكة العربية السعودية ودولة قطر اتفاقية لترسيم الحدود في مقر الأمم المتحدة في نيويورك لوضع ختم الموافقة الدولية على اتفاقية عقدت عام 1965م بين جيران شبه الجزيرة العربية.[3]
- أقامت المملكة العربية السعودية علاقات دبلوماسية مع بلدية أندورا في اتفاق تم توقيعه في مقر البعثة السعودية في نيويورك حضر التوقيع سفير المملكة لدى الأمم المتحدة خالد النفيسي ومبعوث أندورا إلى الأمم المتحدة كارلوس فونت روسيل وتعتبر أندورا بلدية صغيرة محصورة بين فرنسا وأسبانيا وهي أكثر منتجعات التزحلق على الجليد شعبية في بيرينيس ويسكنها حوالي 80 ألف نسمة ومساحتها 480 ميلاً مربعاً.[3]
- قيام هيئة الهلال الأحمر السعودي بإدخال اكثر من 70 طناً من المساعدات الإنسانية عبر معبر رفح تم تسليمها للهلال الأحمر الفلسطيني.[3]
- الملك الواثق بالله توانكو ميزان زين العابدين ملك ماليزيا يصل إلى جدة في طريقه إلى مكة المكرمة لأداء مناسك العمرة.
- أعيد انتخاب المملكة العربية السعودية لعضوية مجلس حقوق الإنسان التابع للأمم المتحدة عن القارة الأسيوية لفترة ثلاث سنوات جديدة ضمن الجولة الرابعة لانتخابات المجلس لاختيار ثمانية عشر عضوا من أعضاء المجلس البالغ عددهم 47 عضوا وحصلت المملكة العربية السعودية على 154 صوتا من إجمالي الأصوات البالغ عددها 192 صوتا في حين كانت تحتاج لإعادة انتخابها للحصول على 97 صوتا فقط.
- حقق فريق كرة الطائرة بنادي الهلال بطولة النخبة للكرة الطائرة على كأس الأمير فيصل بن فهد.
- زيارة لويز ايناسيو لولا دا سيلفا رئيس جمهورية البرازيل الاتحادية إلى السعودية.[3]
- شاركت المملكة العربية السعودية في اجتماعات وزراء الطاقة لمجموعة الدول الاقتصادية الثمان بالإضافة إلى وزراء الطاقة بدول الصين والهند والبرازيل ومصر وجنوب أفريقيا ورأس معالي وزير البترول والثروة المعدنية المهندس علي بن إبراهيم النعيمي وفد المملكة في الاجتماع الذي بدأ أعماله في العاصمة الإيطالية روما.[3]
- الملك عبد الله بن عبد العزيز يأمر بإعفاء (1930) مقترضاً من صندوق التنمية العقارية والبنك الزراعي العربي السعودي والبنك السعودي للتسليف والادخار أو ورثتهم وذلك بسداد ما بذممهم من قروض أو من بعض الأقساط البالغ مجموعها (360,960,226) ريالاً تقديراً لظروفهم.[3]
- طائرة سعودية تصل إلى مطار إسلام آباد الدولي محملة بمواد إغاثية وإنسانية للنازحين داخلياً في باكستان من وادي سوات والمناطق المجاورة لها بمحافظة مالاكند في إقليم الحدود الشمالي الغربي الباكستاني.[3]
- أعلنت وزارة الصحة اكتشاف إصابة أول حالة بمرض أنفلونزا الخنازير لممرضة فلبينية تعمل في مستشفى الملك فيصل التخصصي ومركز الأبحاث بالرياض.[3]
- زيارة باراك أوباما الرئيس الأمريكي إلى السعودية ولقاؤه الملك عبدالله بن عبدالعزيز .
- افتتح صاحب السمو الملكي الأمير خالد الفيصل بن عبد العزيز أمير منطقة مكة المكرمة المرحلة الأخيرة من ازدواج طريق الكر * الهدا الذي يربط بين مكة المكرمة ومحافظة الطائف ويبلغ طول الطريق 12 كيلو وبتكلفة إجمالية بلغت 218 مليون ريال.[3]
- صاحب السمو الملكي الأمير فيصل بن بندر بن عبد العزيز أمير منطقة القصيم وضع حجر الأساس لمركز جمعية الأطفال المعوقين بمحافظة الرس.
- شركة اتحاد اتصالات ( موبايلي ) يوقع مع شركة سامسونغ المحدودة للإلكترونيات عقد التوسعة الثانية لشبكة الواي ماكس بقيمة بلغت 375 مليون ريال سعودي حيث ستخدم هذه التوسعة عبر شركة بيانات الأولى إحدى شركات موبايلي أكثر من 20 مدينة في المملكة بتوفيرها الاتصال بالانترنت عبر النطاق العريض وباستخدام شبكة الواي ماكس.
- تدشين أول طائرتين تايفون من طائرات القوات الجوية الملكية السعودية.[3]
- المملكة العربية السعودية تتصدر دول العالم في سرعة تسجيل الممتلكات العقارية من حيث الإجراءات والوقت والتكاليف المتعلقة بتسجيل الملكية العقارية حسب التقرير السنوي الذي أصدره البنك الدولي الخاص ببيئة الأعمال للعام 2009 م.[3]

### فبراير
- 20: أعمال شغب وسقوط مصابين في المسجد النبوي ومقبرة البقيع بالمدينة المنورة بين مواطنين سعوديين من الشيعة والسنة فيما يعرف بأحداث البقيع.
- 27 مارس: تعيين وزير الداخلية الأمير نايف بن عبد العزيز آل سعود في منصب النائب الثاني لرئيس مجلس الوزراء السعودي ليصبح الرجل الثالث في خط وراثة الحكم بعد الملك وولي العهد.

### أغسطس
- 27: نجاة الأمير محمد بن نايف مساعد وزير الداخلية من عملية اغتيال عن طريق انتحاري.[5]

### سبتمبر
- 23: افتتاح جامعة الملك عبدالله للعلوم والتقنية في مدينة ثول.

### نوفمبر
- 3: القوات المسلحة السعودية تعلن عن حملة عسكرية ضد الحوثيين بعد أن هاجموا مركز حدودي سعودي.
- 7: الانتهاء من تنفيذ مشروع إعادة بناء جسر الجمرات في مشعر منى.[6]
- 25: وفاة 115 وأكثر من 350 مفقودين بعد سيول وفيضانات في مدينة جدة في غرب السعودية.

## وفيات

### يوليو
- 13: عبد الله بن جبرين [7]
- 2 نوفمبر : هيا بنت عبد العزيز آل سعود، أميرة سعودية.
- 20 مايو : محمد بن عبد الله النويصر، رئيس الديوان الملكي سابقاً.

### ديسمبر
- 19: حمد الطيار.